# Maitreyi Ramakrishnan
Maitreyi Ramakrishnan (em tâmil: மைத்ரேயி இராமகிருஷ்ணன்; Mississauga, 28 de dezembro de 2001) é uma atriz canadense de origem tâmil. Ela é mais conhecida por protagonizar a série de comédia adolescente Never Have I Ever (2020), da Netflix.

## Início de vida e educação
Ramakrishnan nasceu e cresceu em Mississauga, na província canadense de Ontário. Embora ela seja descendente de tâmeis do Sri Lanka, com sua família emigrando para o Canadá como refugiada devido à guerra civil no país, Maitreyi disse que se identifica como tâmil-canadense e não cingalesa devido ao impacto da guerra sobre os civis tâmeis do Sri Lanka. Ela começou a atuar em peças de teatro escolares e formou-se na Meadowvale Secondary School. Ela tomou a decisão de seguir a carreira de atriz no seu último ano escolar, e ganhou o papel em Never Have I Ever em menos de um ano depois. Ela adiou sua entrada no curso de teatro da York University em Toronto para gravar Never Have I Ever em Los Angeles.

## Carreira
Ramakrishnan interpreta Devi Vishwakumar, a protagonista, na série de televisão Never Have I Ever, da Netflix. Em 2019, ela foi a escolhida de Mindy Kaling entre as quinze mil candidatas que fizeram um teste para a série. Ramakrishnan gravou o vídeo da sua audição em uma biblioteca local, usando a câmera da sua mãe. Ela mandou mais quatro vídeos para a equipe da série antes de fazer um teste em Los Angeles e ganhar o papel. Ramakrishnan tinha dezessete anos na época dos testes e nunca havia atuado profissionalmente. Sua entrada no elenco recebeu atenção significativa da mídia, especialmente no Canadá, devido à natureza da chamada aberta de elenco e por sua identidade tâmil-canadense.
Em 2019, o programa de televisão Today a nomeou como uma das dezoito "Groundbreakers", uma lista de garotas que estavam quebrando barreiras e mudando o mundo. Seu desempenho em Never Have I Ever recebeu críticas positivas de inúmeros veículos, incluindo a revista Variety.
Em 2020, ela narrou a sequência infantil na cerimônia do oitavo Canadian Screen Awards.
Em 2021, esteve na lista das cem pessoas mais influentes pela revista Time, como atriz revelação.
Em 2 de junho de 2021, foi anunciado que ela estrelaria o filme de comédia romântica da Netflix The Netherfield Girls.

## Vida pessoal
Em 2022, Ramakrishnan afirmou que não se importa com rótulos ou com o gênero da pessoa com quem ela namora ou está em um relacionamento, descrevendo-se como "uma pessoa muito cheia de personalidade": "Não me importo se você é um menino, uma menina ou algo entre os dois".

## Filmografia

### Televisão
| Ano       | Título                         | Papel            | Notas           |
| --------- | ------------------------------ | ---------------- | --------------- |
| 2020      | Sidewalks Entertainment        | Ela mesma        | 1 episódio      |
| 2020–2023 | Never Have I Ever              | Devi Vishwakumar | Principal       |
| 2022      | My Little Pony: Tell Your Tale | Zipp Storm       | Principal (voz) |
| 2022      | My Little Pony: Make Your Mark | Zipp Storm       | Principal (voz) |

### Filmes
| Ano  | Título                | Papel         |
| ---- | --------------------- | ------------- |
| 2022 | Turning Red           | Priya (voz)   |
| TBA  | The Netherfield Girls | Lizzie Bennet |

## Prêmios e indicações
| Ano  | Prêmio                   | Categoria                          | Indicação         | Resultado | Ref.   |
| ---- | ------------------------ | ---------------------------------- | ----------------- | --------- | ------ |
| 2021 | Independent Spirit Award | Melhor Atriz em Série de Televisão | Never Have I Ever | Indicado  | [ 26 ] |
| 2021 | Canadian Screen Awards   | Escolha da Audiência               | Never Have I Ever | Pendente  | [ 27 ] |
| 2021 | Prêmios MTV Movie & TV   | Melhor Beijo (com Jaren_Lewison)   | Never Have I Ever | Pendente  | [ 28 ] |